# Política da África do Sul

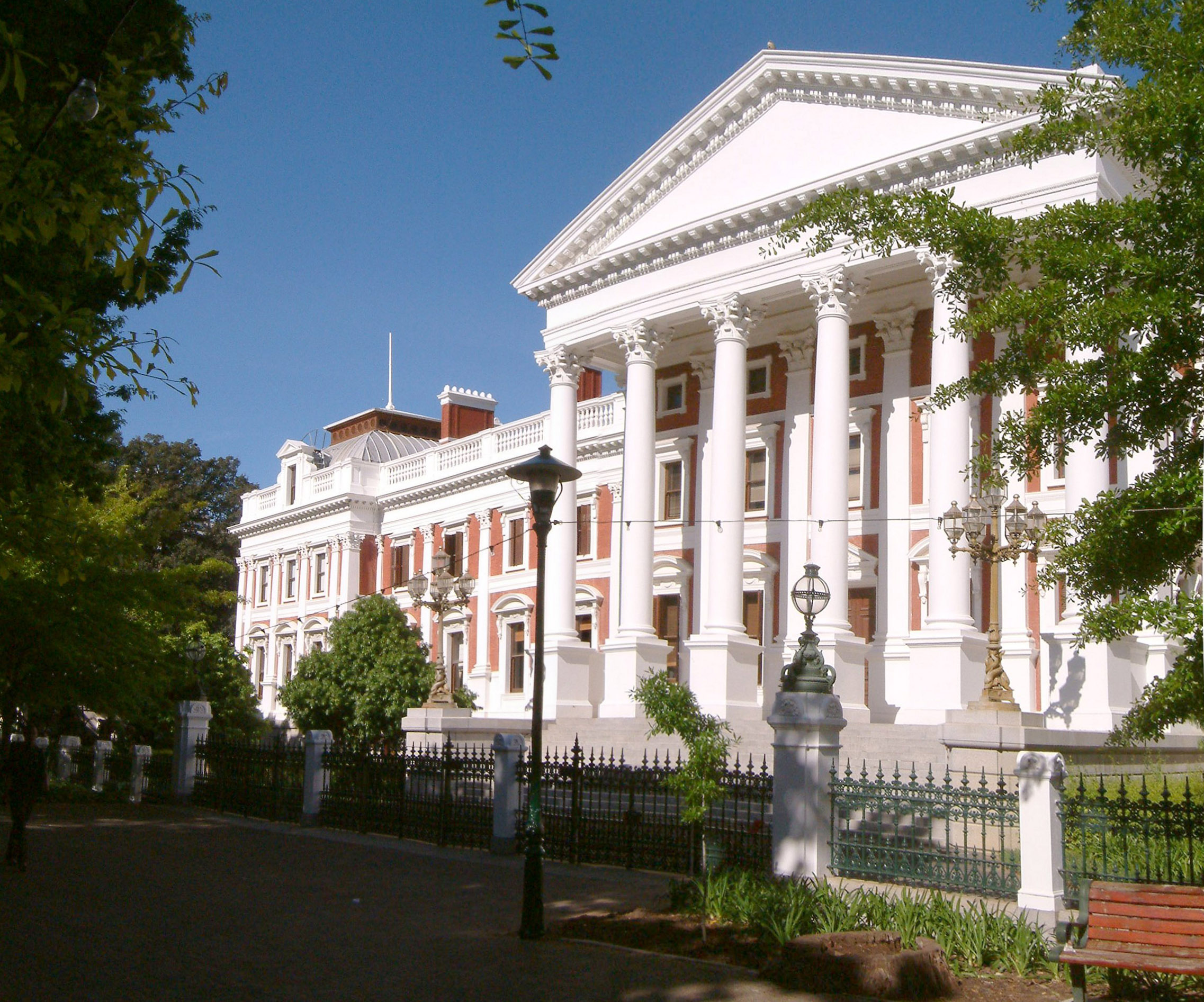
Parlamento da África do Sul na Cidade do Cabo.

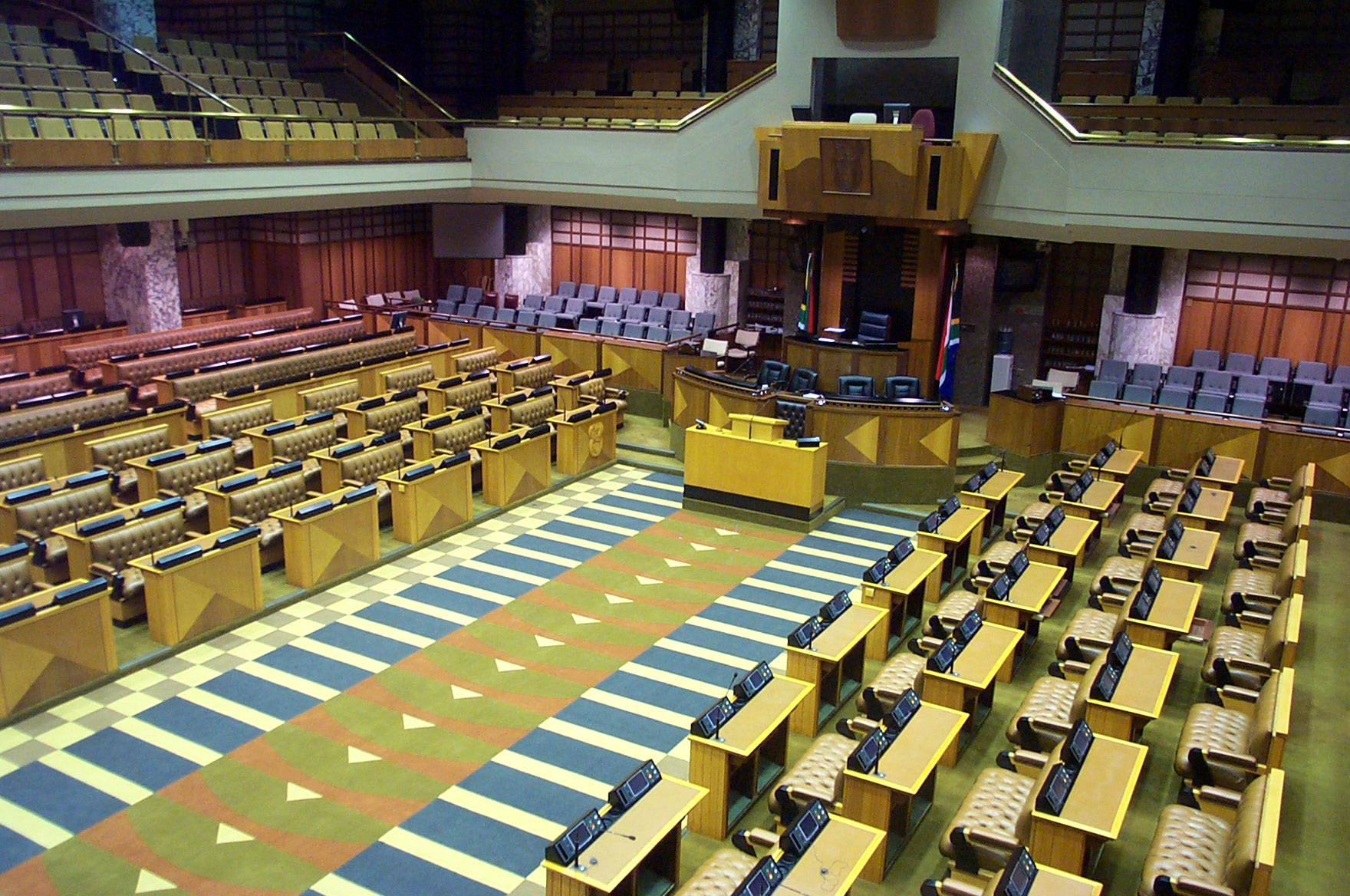
Plenário da Assembleia Nacional da África do Sul.

A África do Sul tem um sistema híbrido de governo que mescla elementos tanto do presidencialismo quanto do parlamentarismo. Embora o presidente seja o chefe de Estado e, ao mesmo tempo, chefe de governo, a eleição presidencial se dá através de um sistema parlamentar. As principais funções executivas são compartilhadas com o gabinete, e o parlamento exerce um papel decisivo na governança do país. O presidente é eleito numa sessão conjunta do parlamento bicameral, que consiste de uma Assembleia Nacional (National Assembly), ou câmara baixa, e um Conselho Nacional de Províncias (National Council of Provinces, NCoP), ou câmara alta.
A Assembleia Nacional tem 400 membros do Parlamento (MPs), eleitos em representação proporcional. O Conselho Nacional de Províncias, que substituiu o senado em 1997, é composto por 90 delegados provinciais, representando de forma equânime cada uma das nove províncias da África do Sul. 
Cada província da África do Sul tem uma Legislatura Provincial unicameral e um Conselho Executivo liderado por um primeiro-ministro (premier).
A Constituição da República da África do Sul foi aprovada pelo Tribunal Constitucional em 4 de dezembro de 1996 e entrou em vigor em 4 de fevereiro de 1997.